# Ахмедзаде, Мамед Бахаддин оглы
Ахмедзаде, Мамед Бахаддин оглы (азерб. Məmməd Bahəddin oğlu Əhmədzadə; род. 4 октября 1976, Баку) — азербайджанский дипломат.

## Биография
Родился 4 октября 1976 года в Баку. Окончил Бакинский государственный университет, факультет международных отношений.
В 1999 году окончил высшую школу им. Энрико Маттеи при Корпоративном университете ENI (Милан) по специальности «экономика и управление энергетикой и окружающей средой». Получил степень магистра.
В 2000 году окончил магистратуру Бакинского государственного университета по специальности «международные отношения».
С 1997 по 1999 год — ведущий специалист управления иностранных инвестиций ГНКАР.
С 2000 по 2003 год — аналитик бакинского офиса Института внешней торговли Италии.
С 2003 по 2007 год — атташе, третий, второй секретарь посольства Азербайджана в Италии.
С 2007 по 2010 год — начальник секретариата министра иностранных дел, помощник министра иностранных дел Азербайджана.
25 мая 2010 года присвоен ранг чрезвычайного и полномочного посла.
Посол Азербайджана в Аргентине (25 мая 2010 — 25 ноября 2015). Одновременно являлся послом Азербайджана в Парагвае (15 марта 2011 — 25 ноября 2015), Боливии, Уругвае, Чили (20 апреля 2011 — 25 ноября 2015).
Посол Азербайджана в Италии (12 января 2016 — 18 октября 2022). Одновременно являлся послом Азербайджана на Мальте и в Сан-Марино (2 мая 2016 — 18 октября 2022).
20 декабря 2024 года он был назначен Чрезвычайным и Полномочным Послом Азербайджанской Республики в Королевстве Нидерландов.
Владеет итальянским, испанским, английским.

## Награды
- Орден «За службу Отечеству» III степени (7 июля 2012, за плодотворную деятельность в органах дипломатической службы Азербайджанской Республики)[10]
- Медаль «Прогресс» (9 июля 2019, за плодотворную деятельность в органах дипломатической службы Азербайджанской Республики)[11]